# Кущёвская
Кущёвская — станица на севере Краснодарского края. Административный центр Кущёвского района и центр Кущёвского сельского поселения.

## География
Расположена на берегах реки Ея, при впадении в неё притока Куго-Ея. Железнодорожная станция Кущёвка на линии «Тихорецкая — Батайск».
Находится в 195 км от Краснодара, от Ростова-на-Дону — 80 км (трасса М4). В 118 км от Ейска.

## История

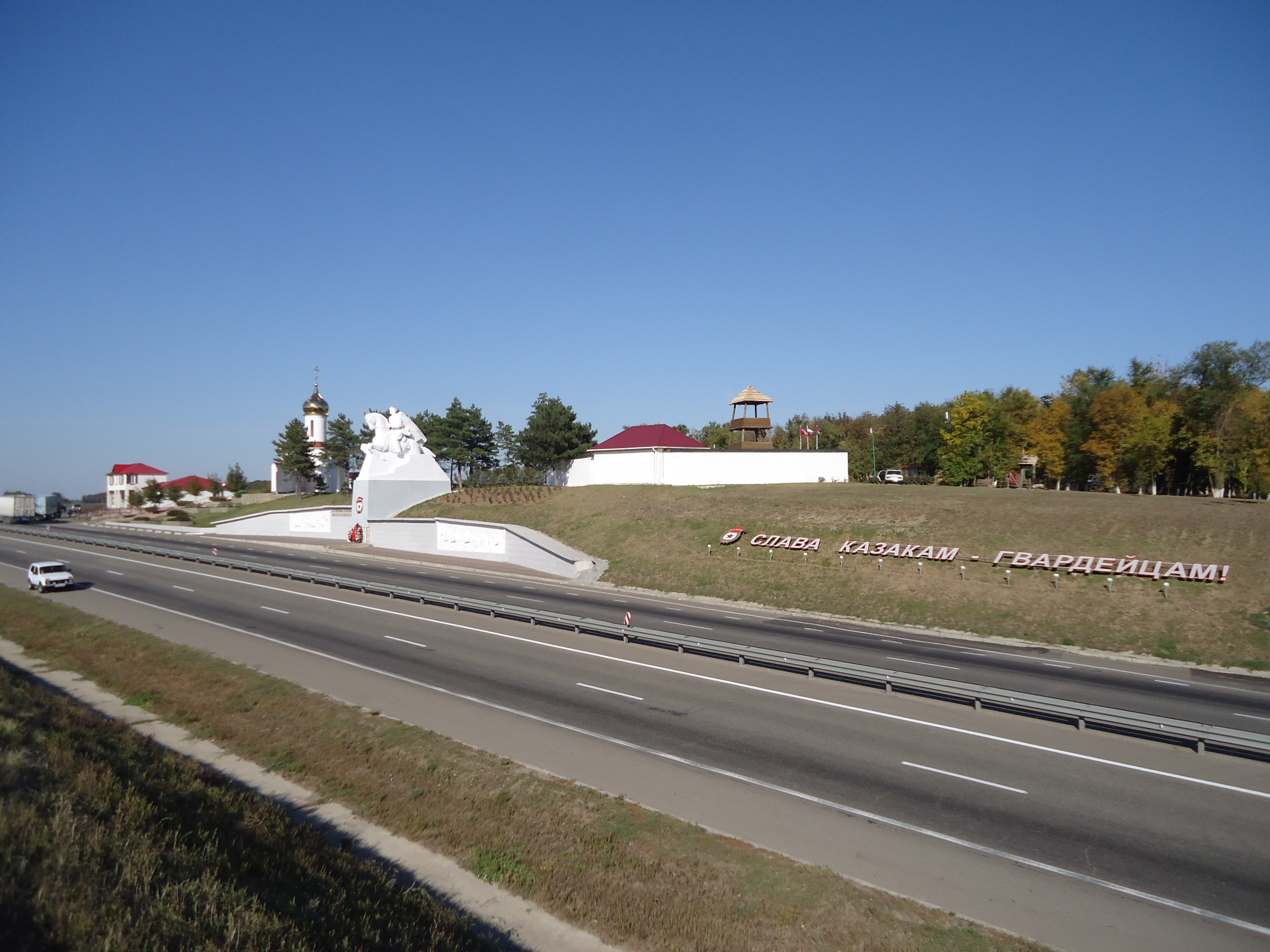
Поле казачьей славы

В 1794 году основано Кущёвское селение черноморских казаков — одно из первых сорока. Название было перенесено с куреня Запорожской Сечи, который был назван по селу Кущёвка (Днепропетровская область). Во время правления императора Александра III Кущевская была заселена евреями — выходцами из-за черты оседлости, которым разрешали остаться при условии принятия христианства. До 1924 года станица входила в Ейский отдел Кубанской области.
В годы Великой Отечественной войны в 1942 году в районе станицы 17-й казачий кавалерийский корпус на несколько дней задержал продвижение немецких войск, неоднократно нанося контрудары в пешем и конном строю, и сам понеся значительные потери (Кущёвская атака). Станица несколько раз переходила из рук в руки. Окончательно станица была освобождена 2 февраля 1943 года. Впоследствии на этом месте был установлен памятник казакам корпуса, открыто «Поле казачьей славы».
В 2010 году в Кущёвской произошло получившее широкий резонанс массовое убийство.

## Население
| 1939    | 1959    | 1970    | 1979    | 1989    | 2002    | 2010    |
| ------- | ------- | ------- | ------- | ------- | ------- | ------- |
| 12 862  | ↗16 191 | ↗20 978 | ↗24 627 | ↗26 300 | ↗29 533 | ↘28 362 |
| 2021    |         |         |         |         |         |         |
| ↗30 375 |         |         |         |         |         |         |

## Экономика
Промышленность
- 163 Бронетанковый ремонтный завод, ставший известным, в основном, благодаря финансовым махинациям руководства[12]
- Цех по производству семечек «От Мартина»
- Кубанская фабрика «Комус» (упаковка)
- ООО «НовоПласт-Юг» (производство пенопласта)
- Мебельное производство ИП «Фененко И. А.»[13]

Сельское хозяйство
Выращивание зерновых культур
- Кукуруза
- Пшеница
- Овес
- Ячмень
- Сахарная свекла
- Подсолнечник

## Авиация
Юго-западнее станицы находится учебный военный аэродром. Дислоцируется 797-й учебный авиационный полк в/ч 19104 на самолётах L-39 и части обеспечения. Аэродром используется только в учебных целях для подготовки курсантов Краснодарского авиационного института и иностранных государств. Военный городок расположен на западной окраине станицы. Возле КПП военного городка и на кольцевой развязке установлены на постаментах два истребителя МиГ-21.

## СМИ
- Газета «Вперёд»
- Еженедельная газета «Наше время»
- Газета «Кубанская сорока»
- Журнал «Курорты Кубани»
- Журнал «Люди года»
- Газета «Реклама Кубани»
- Радио «Радио Шансон» «Кущевское радио»
- Радио «Авторадио Кущевская»
- Радио «Европа плюс» «Кущёвское радио»
- Радио «Ретро FM» «Кущёвское радио»

## Спорт
Футбол
В станице расположен стадион «Урожай». Кроме футбольного поля на стадионе есть секторы для прыжков в длину, в высоту, для тройных прыжков, сектор для толкания ядра, беговые дорожки. На стадионе проводит тренировки одноимённая местная ФК «Урожай».
Мотобол
В Кущёвской проводятся чемпионаты по мотоболу, в том числе здесь проводился Чемпионат России. Местная мотобольная команда — «Комета» является многократным победителем различных чемпионатов.
Спортивные сооружения
Кроме стадиона в ст. Кущёвской действует спорткомплекс «Снеговик» с ледовой ареной. В спорткомплексе работают секции по фигурному катанию и хоккею.
В спортивно-деловом центре Кущёвской есть два спортзала и бассейн.

## Культура и искусство
Достопримечательности
Поющий фонтан

Воинский мемориал

В 2008 году во время празднования дня станицы состоялось официальное открытие Кущевского поющего фонтана. На момент открытия этот поющий фонтан является крупнейшим на юге России. Диаметр чаши фонтана — 17 метров, высота центральной струи 14 метров. Всего в этом музыкальном фонтане 457 струй. Фонтан работает как в поющем, так и в динамическом или статическом режимах.
Храм Св. Апостола Иоанна Богослова

Храм был воздвигнут и освящён в 1996 году. Автор проекта — местный священник Николай Запорожец. Особенностью храма является его эклектичность: к храму в чисто русском стиле с узорочьем из красных кирпичей по проекту батюшки пристроили в виде алтаря практически полную копию колоннады Исаакиевского собора в Санкт-Петербурге. Храм был построен на пожертвования. На мемориальной доске отмечен подвиг жертвователей: «По воле Божией и по благословению митрополита всея Кубани Исидора на средства благородных жертвователей был воздвигнут сей храм…».
Места отдыха
- Парк культуры и отдыха им. В. И. Ленина.
- Парк им. М. Горького.
- Кущёвский Арбат — прогулочная зона в центре станицы.
- Парк 30-летия Победы.

## Мотели
Так как Кущевская стоит на трассе M4, в этой станице располагается множество мотелей и заведений быстрого питания.